# Eosymtes minutus
Eosymtes minutus är en kräftdjursart som beskrevs av Edward Lloyd Bousfield och Hendrycks 1994. Eosymtes minutus ingår i släktet Eosymtes och familjen Pleustidae. Inga underarter finns listade i Catalogue of Life.